# Masse (Tibati)
Pour les articles homonymes, voir Masse (homonymie).
Masse est un village du Cameroun situé dans le département du Djérem et la région de l'Adamaoua. Il fait partie de la commune de Tibati.

## Population
Lors du recensement de 2005, le village était habité par 1 569 personnes, 794 de sexe masculin et 775 de sexe féminin.